# 신신애
신신애(申信愛, 1953년 4월 23일 ~ )는 대한민국의 배우, 가수이다.

## 생애
1953년 4월 23일 전라북도 순창군 출생이며 1977년 MBC 9기 공채 탤런트 시험에 합격하여 연예계에 첫발을 내딛었으며, 탤런트 시험에 합격한 후에 한동안 간호사일을 하기도 하였다. 데뷔 초에는 주로 서민적인 연기로 대중들을 사로잡았으며, 여러 드라마에 출연하여 연기의 맥을 이어왔다. 고려대학교 간호학과를 졸업하여 고려대학교 부속 혜화병원에서 약 2년간 간호원으로 일했다. 데뷔 직후 MBC 《장학퀴즈》의 보조 진행을 맡아 일반에 처음 모습을 드러냈다. 데뷔 초기에는 ‘신금매’ (申錦梅) 예명으로 활동했는데, 연기 경력이 어느 정도 쌓인 1986년까지도 이 이름으로 활동한 흔적이 보인다. 하지만 이 해 ‘신신애’라는 이름으로 본명을 예명으로 하면서 전성기가 찾아오게 된다. 1990년 MBC 드라마 《똠방각하》에서 똠방 아내 박복녀 역할로 한쪽 눈만 사시로 만드는 기묘한 눈 연기를 선보인 것이 인구에 회자되면서 이어 같은 해 1990년 영화 《유령 야구단》으로 영화 배우 데뷔하였고 1992년 영화 《로맨스 황제》에 주연하였으며 이후 수많은 인터뷰와 영화 출연 요청이 쇄도하였다.
이후 1993년 KBS 2TV 드라마 《희망》에 뽕짝네 역을 맡아 출연하여 노래 실력을 과시한 것이 가수 김수희의 눈에 띄었고, 그녀의 권유로 세상에 대한 냉소적인 풍자를 담은 〈세상은 요지경〉이라는 곡을 발표하며 가요계로 영역을 넓혔다. 그 당시 이판사판춤으로 대중들의 이목을 집중시켜 "신신애 열풍"이라고 불릴 만큼 많은 인기를 얻었고, 당시 출연 중이던 SBS 드라마 《한강 뻐꾸기》에서 하차하며 본격적으로 가수의 길로 들어섰다. 이즈음 〈세상은 요지경〉이 KBS 2TV 《가요톱10》, MBC 《결정! 최고 인기가요》에서 3, 4위로 급부상하며 큰 인기를 얻었고, MBC 《올스타 가요제전》 대상을 수상하는 등 최고의 전성기를 이루었다. 또한 동일한 제목의 영화를 통해 영화 데뷔를 했다. 1년 후에는 돈에 대한 풍자를 담은 〈돈아 돈아 돈돈〉이라는 곡도 전작만큼은 아니지만 히트를 기록하며 인기가 치솟았다. 신신애는 1990년대에 들어서면서 연기보다는 음악으로 더욱 왕성한 활약을 했고 2001년 〈공짜는 없어〉, 2002년 〈오락가락〉이라는 음반을 끝으로 가수 활동을 중단하고 다시 본업인 배우로 전향해 드라마, 영화, 연극, 뮤지컬 등을 비롯하여 각종 방송 프로그램에 출연하면서 대중들에게 사랑을 받고 있다. 2017년에는 역시 풍자 가요 〈용궁가〉가 나와 노래도 하며 드라마, 영화를 한다.2020년 6집 <웃으며 살자> 2021년 7집 <나이가 웬수다>
2022년 8집 <수궁가> 가 나왔다.

## 학력
- 고려대학교 간호학과 학사

## 경력
- 1999년 하남국제환경박람회 조직위원회 홍보위원
- 2006년 중소기업 성공을 돕는 사람들 회원
- 2007년 장미회 (새누리 좋은 사람들) 협력대사
- 2015년 조이플 러브 홍보대사
- 2017년 한국소아당뇨인협회 홍보대사
- 2017년 BGN 밝은 눈 안과 실명 예방 홍보대사

## 출연

### 방송

#### 드라마
- 1977년 MBC 《수사반장》 - 〈증거〉 - 장희숙 역
- 1977년 MBC 《113 수사본부》 - 간호사 역
- 1977년 MBC 《제3교실》 - 〈기름꽃〉 - 여차장 역
- 1977년 MBC 《정화》 - 기생 역
- 1977년 MBC 《아내》 - 여직원 역
- 1977년 MBC 《당신》 - 간호사 역
- 1977년 MBC 《왜 그러지》 - 간호사 역
- 1977년 MBC 《옥녀》 - 아란 역
- 1978년 MBC 《X 수색대》 - 외계인 역
- 1978년 MBC 《남풍》 - 꽃집 아가씨 역
- 1978년 MBC 《미소》 - 문기 엄마 역
- 1978년 MBC 《113 수사본부》 - 〈천국의 계단〉 - 아내 역
- 1978년 MBC 《113 수사본부》 - 〈새와 쥐〉 - 최민자 역
- 1978년 MBC 《제3교실》 - 〈푸른 산맥〉 - 구멍 가게 아줌마 역
- 1979년 MBC 《사랑의 계절》
- 1979년 MBC 《최후의 증인》
- 1979년 MBC 《수사반장》 - 〈핸들〉 - 미순 역
- 1979년 MBC 《산이 되고 강이 되고》 - 다방 레지 역
- 1980년 MBC 《홍변호사》
- 1980년 MBC 《홍사초롱》 - 참모 역
- 1980년 MBC 《수사반장》 - 〈용의자〉 - 아내 역
- 1980년 MBC 《수사반장》 - 〈6번 상자〉 - 간호사 역
- 1980년 MBC 《알뜰가족》 - 새댁 역
- 1980년 MBC 《113 수사본부》 - 〈광대들〉 - 기생 역
- 1980년 MBC 《기도》
- 1980년 MBC 《전원일기》
- 1981년 MBC 《수사반장》 - 〈밀고자〉 - 애인(경실이) 역
- 1981년 MBC 《승자와 패자》 - 며느리 역
- 1981년 MBC 《교동 마님》 - 수원댁 역
- 1981년 MBC 《제1공화국》
- 1981년 MBC 《여인열전 시리즈 - 장희빈》 - 유 상궁 역
- 1982년 MBC 《민족풍속도》 - 〈백년지객 사위〉 - 소의 낭자 역
- 1982년 MBC 《수사반장》 - 〈사람을 찾습니다〉 - 길자 역
- 1982년 MBC 《여인열전 시리즈 - 서궁마마》 - 윤 상궁 역
- 1982년 MBC 《거부실록 시리즈 - 백산 안희제》 - 분례 역
- 1982년 MBC 《수사반장》 - 〈소림사의 결투〉 - 작가 지망생 역
- 1982년 MBC 《박순경》 - 주정꾼 - 아내 역
- 1982년 MBC 《새벽을 깨우리로다》 - 뚝방촌 보수 흥수의 아내 양씨 역
- 1982년 MBC 《나라야》 - 영옥 역
- 1983년 MBC 《전설야화》 - 〈연연연〉 - 사또 부인 김씨 역
- 1983년 MBC 《야망의 25시》 - 김양숙 역
- 1983년 MBC 《시장사람들》 - 〈신랑감 찾기〉 - 김점례 역
- 1983년 MBC 《시장사람들》 - 〈가난한 사람들〉 - 가난한 김 여인 역
- 1983년 MBC 《호랑이선생님》 - 납량 특집 〈한밤의 발자욱〉 - 시골 미친 처녀 역
- 1983년 MBC 《엄복동》 - 엄복동 아내 최순이 역
- 1983년 MBC 《암행어사》 - 벙어리 장손이
- 1983년 MBC 《암행어사》 - 공명첩 - 도객주의 아내 역
- 1983년 MBC 《간난이》 - 노처녀 성자 역
- 1984년 MBC 《호랑이선생님》 - 문제극 시리즈 이동 교실 〈우리 여기있어요〉 - 부부 교사 역
- 1984년 MBC 《MBC 베스트셀러극장 - 여자를 찾습니다》 - 시골 처녀 칠례 역
- 1984년 MBC 《물보라》 - 진숙 역
- 1985년 MBC 《갯마을》 - 어촌 계장 아내 당진댁 역
- 1985년 MBC 《억새풀》 - 박판도 이장 아내 역
- 1986년 MBC 《생인손》 - 꽁꽁이네 역
- 1986년 MBC 《MBC 베스트셀러극장 - 지지배배》 - 마담 역
- 1986년 MBC 《달궁》 - 딸그마니 역
- 1986년 MBC 《겨울꽃》 - 천 여사 역
- 1987년 MBC 《수사반장》 - 〈장갑한짝〉 - 송정자 역
- 1987년 MBC 《MBC 베스트셀러극장 - 밤꽃 향기 휘날리며》 - 새 엄마 역
- 1988년 MBC 《수사반장》 - 〈이혼소동〉 - 화순이 엄마 역
- 1988년 MBC 《해후》 - 북한 여성 사회자 역
- 1988년 MBC 《또래와 뚜리》 - 양란이 엄마 역
- 1988년 MBC 《만남》 - 만남 씨앗 첩 역
- 1989년 MBC 《제2공화국》
- 1989년 MBC 《완장》 - 승필이 엄마 역
- 1989년 MBC 《수사반장》 - 〈요정을 보셨나요〉 - 경호 아내 지영 역
- 1990년 MBC 《내 친구 천사》 - 금주 역
- 1990년 MBC 《똠방각하》 - 박복녀 역
- 1990년 MBC 《나의 어머니》 - 인옥 역
- 1991년 MBC 《MBC 베스트극장 - 두꺼비와 달》 - 박옥주 역
- 1991년 KBS 2TV 《형》 - 망치 마누라 금산댁 역
- 1992년 MBC 《MBC 베스트극장 - 기찻길 옆 오막살이》 - 조영숙 역
- 1992년 MBC 《태평천하》 - 상담소장 역
- 1992년 MBC 《한지붕 세가족》 - 〈점은 왜 봐〉 - 미숙 역
- 1992년 SBS 《비련초》 - 채금화 역
- 1992년 SBS 《반디네집》 - 오종지 역
- 1993년 KBS 2TV 《희망》 - 뽕짝 아줌마 역
- 1993년 SBS 《한강 뻐꾸기》 - 정춘매 역
- 1994년 SBS 《까치네》 - 이경옥 역
- 1995년 KBS 2TV 《KBS 드라마게임 - 배꽃》 - 박씨 역
- 1995년 KBS 2TV 《서궁》 - 매홍 역
- 1996년 KBS 2TV 《KBS 드라마게임 - 붕어빵에는 붕어가 있다》 - 새터댁 역
- 1996년 MBC 《사과꽃 향기》 - 서정란 역
- 1997년 KBS 2TV 《KBS 드라마게임 - 뺑덕어미와 홍길동》 - 뺑덕어미/혜란 역(1인 2역)
- 1997년 MBC 《MBC 베스트극장 - 춘설이 난분분하니》 - 목포댁 역
- 1997년 KBS 2TV 《봄날은 간다》 - 전전자 역
- 1997년 MBC 《MBC 베스트극장 - 우째 이런 일이》 - 손희숙 역
- 1997년 KBS 2TV 《아씨》 - 방울네 역
- 1997년 SBS 《지평선 너머》 - 곽서운 역
- 1998년 MBC 《사랑을 위하여》 - 정은미 역
- 1999년 SBS 《크리스탈》 - 배금자 여사 역
- 1999년 KBS 2TV 《KBS 일요베스트 - 종이꽃》
- 2000년 MBC 《깁스가족》 - 수간호사 차숙자 역
- 2000년 SBS 《덕이》 - 서울댁 역
- 2001년 MBC 《호텔리어》 - 신금순 역
- 2002년 MBC 《MBC 베스트극장 - 피리부는 사나이》 - 신정숙 역
- 2003년 KBS 2TV 《KBS 드라마시티 - 범죄없는 마을》 - 석구네 역
- 2004년 SBS 《장길산》 - 죽집 할멈 역
- 2004년~2005년 MBC 《단팥빵》 - 신신애 역 (특별출연)
- 2004년 MBC 《영웅시대》 - 인규 어머니 역
- 2004년 KBS 2TV 《두번째 프러포즈》 - 희자 역
- 2005년 KBS 1TV 《KBS TV 문학관 - 소나기》 - 양평댁 역
- 2005년 KBS 2TV 《KBS 드라마시티 - 개조는 맨발이다》 - 이장댁 역
- 2007년 MBC 《나쁜여자 착한여자》 - 귀옥 역
- 2007년 MBC 《에어시티》 - 고은아 역
- 2007년 SBS 《강남엄마 따라잡기》 - 주방 고참 역
- 2007년 KBS 2TV 《KBS 드라마시티 - 늙은 양아치의 노래》 - 영천댁 역
- 2008년 MBC 《대한민국 변호사》 - 공인중개사 역
- 2009년 CBS 《시루섬》 - 임씨 역
- 2009년 MBC 《보석비빔밥》 - 피혜자의 친구 역
- 2010년 KBS 2TV 《국가가 부른다》 - 세입자 역
- 2010년 SBS 《자이언트》 - 여인숙 주인 역
- 2011년 KBS 2TV 《로맨스 타운》 - 김순옥 역
- 2014년 TV조선 《파랑새는 있다》 - 이상희 역
- 2014년 MBC 《세상에서 가장 아름다운 일》 - 산동네 아줌마 역
- 2019년 MBC 《모두 다 쿵따리》 - 홍자야 여사 역
- 2021년 TvN 《갯마을 차차차》 - 박숙자 역
- 2021년 JTBC 《인간실격》 - 봉민자 여사 역
- 2025년 KBS 2TV 《빌런의 나라》 - 최광자 역

#### 시트콤
- 2000년 MBC 《세 친구》 - 박상면 스토커 역

#### 교양
- 1977년 MBC 《장학퀴즈》 - 보조 MC
- 1977년 MBC 《내강산 우리노래》 - 〈숙영낭자전〉 - 매월 역
- 1978년 MBC 《내강산 우리노래》 - 〈화순 아씨〉 - 석수 역
- 1986년 MBC 《건강백세》 - 게스트
- 1990년 MBC 《세상사는 이야기》 - 게스트
- 1993년 KBS 2TV 《전국은 지금》 - 인터뷰
- 1993년 KBS 2TV 《독점 여성》 - 게스트
- 1993년 MBC 《우정의 무대》 - 출연자
- 1993년 MBC 《우정의 무대》 - 출연자
- 1993년 MBC 《생방송 새아침》 - 게스트
- 1993년 MBC 《퀴즈여행 달려라 지구촌》 - 게스트
- 1993년 MBC 《세상사는 이야기》 - 게스트
- 1994년 KBS 2TV 《TV는 해결사》 - 게스트
- 1994년 KBS 2TV 《TV는 해결사》 - 게스트
- 1994년 KBS 2TV 《추적 60분》 - 출연자
- 1994년 KBS 2TV 《생방송 TV 정보센터》 - 인터뷰
- 1994년 SBS 《오늘 이 사람》 - 게스트
- 1995년 MBC 《이야기쇼 열린 아침》 - 게스트
- 1995년 SBS 《TV 인생극장》 - 출연자
- 1995년 YTN 《연합 케이블 TV 뉴스》 - 출연자
- 1996년 KBS 2TV 《사랑의 가족》
- 1996년 KBS 1TV 《체험 삶의 현장》
- 1996년 KBS 1TV 《영상 그 때 그 시절》
- 1996년 MBC 《10시! 임성훈입니다》
- 1996년 MBC 《이야기쇼 열린 아침》
- 1996년 MBC 《PD수첩》
- 1996년 SBS 《TV 인생극장》
- 1997년 SBS 《좋은 아침》
- 1997년 MBC 《10시! 임성훈입니다》
- 1997년 KBS 1TV 《6시 내고향》
- 1998년 SBS 《좋은 아침》
- 1998년 MBC 《생방송 화제집중》
- 1998년 KBS 1TV 《왕종근의 행복이 가득한 집》
- 1999년 KBS 2TV 《웰컴 투 코리아》
- 1999년 KBS 1TV 《6시 내고향》
- 1999년 KBS 1TV 《무엇이든 물어보세요》
- 1999년 KBS 2TV 《건강 365》
- 2000년 KBS 1TV 《웰컴 투 코리아》
- 2000년 KBS 1TV 《퀴즈 탐험 신비의 세계》
- 2000년 KBS 2TV 《가족환상곡》
- 2001년 MBC 《와! e 멋진세상》
- 2001년 KBS 1TV 《아침마당》

#### 예능
- 1977년 MBC 《이밤을 즐겁게》 - 게스트
- 1977년 MBC 《'77 MBC 서울가요제》 - 보조 MC
- 1977년 MBC 《MBC 탤런트 청백전》 - 심사위원
- 1977년 MBC 《MBC 연예대상》 - 보조 MC
- 1978년 후지 TV 《한국 민속놀이》 (일본)
- 1978년 MBC 《명랑운동회》 - 심사위원
- 1978년 MBC 《이밤을 즐겁게》 - 심사위원
- 1978년 MBC 《한국일보대상》 - 보조 MC
- 1978년 MBC 《미스코리아》 - 무대 안내 보조 MC
- 1978년 MBC 《MBC 서울국제가요제》 - 보조 MC
- 1978년 MBC 《한 여름 밤의 대행진》 - 게스트
- 1978년 MBC 《MBC 대학가요제》 - 보조 MC
- 1978년 MBC 《명랑운동회》 - 게스트
- 1981년 MBC 《탤런트쇼》 - 출연자
- 1984년 MBC 《명랑운동회》 - 게스트
- 1986년 MBC 《우리 가족 만세》 - 게스트
- 1987년 MBC 《명랑청백전》 - 게스트
- 1987년 MBC 《12시 올스타 청백전》 - 출연자
- 1990년 MBC 《12시 올스타 쇼》 - 출연자
- 1990년 MBC 《토요일! 토요일은 즐거워》 - 출연자
- 1991년 KBS 2TV 《가족오락관》 - 여성팀
- 1991년 MBC 《일요 큰 잔치》 - 출연자
- 1991년 MBC 《일요 큰 잔치》 - 출연자
- 1992년 MBC 《일요 큰 잔치》 - 출연자
- 1992년 MBC 《일요 큰 잔치》 - 출연자
- 1992년 MBC 《일요 큰 잔치》 - 출연자
- 1993년 KBS 2TV 《연예가중계》 - 인터뷰
- 1993년 KBS 2TV 《밤으로 가는 쇼》 - 게스트
- 1993년 KBS 2TV 《가족오락관》 - 여성팀
- 1993년 MBC 《특종! TV 연예》 - 인터뷰
- 1993년 MBC 《특종! TV 연예》 - 인터뷰
- 1993년 MBC 《특종! TV 연예》 - 인터뷰
- 1993년 MBC 《특종! TV 연예》 - 인터뷰
- 1993년 MBC 《특종! TV 연예》 - 인터뷰
- 1993년 KBS 2TV 《가요톱10》 - 출연자
- 1993년 KBS 2TV 《가요톱10》 - 출연자
- 1993년 KBS 2TV 《가요톱10》 - 출연자
- 1993년 KBS 2TV 《가요톱10》 - 출연자
- 1993년 KBS 2TV 《가요톱10》 - 출연자
- 1993년 KBS 2TV 《가요톱10》 - 출연자
- 1993년 KBS 2TV 《가요톱10》 - 출연자
- 1993년 KBS 2TV 《전원집합 토요 대행진》 - 출연자
- 1993년 KBS 2TV 《전원집합 토요 대행진》 - 출연자
- 1993년 KBS 2TV 《전원집합 토요 대행진》 - 출연자
- 1993년 KBS 2TV 《달려라 고고》 - 게스트
- 1993년 KBS 2TV 《달려라 고고》 - 게스트
- 1993년 KBS 2TV 《달려라 고고》 - 게스트
- 1993년 KBS 2TV 《코미디 세상만사》 - 게스트
- 1993년 KBS 2TV 《한바탕 웃음으로》 - 게스트
- 1993년 KBS 1TV 《전국노래자랑》 - 출연자
- 1993년 KBS 2TV 《올스타 청백전》 - 출연자
- 1993년 MBC 《로드퀴즈 현장출동》 - 게스트
- 1993년 MBC 《로드퀴즈 현장출동》 - 게스트
- 1993년 KBS 1TV 《특급 퀴즈 코리아》 - 게스트
- 1993년 MBC 《한가위 한마당 잔치》 - 출연자
- 1993년 MBC 《토요일! 토요일은 즐거워》 - 출연자
- 1993년 MBC 《토요일! 토요일은 즐거워》 - 출연자
- 1993년 MBC 《토요일! 토요일은 즐거워》 - 출연자
- 1993년 MBC 《토요일! 토요일은 즐거워》 - 출연자
- 1993년 MBC 《토요일! 토요일은 즐거워》 - 출연자
- 1993년 MBC 《토요일! 토요일은 즐거워》 - 출연자
- 1993년 MBC 《결정! 최고 인기가요》 - 출연자
- 1993년 MBC 《결정! 최고 인기가요》 - 출연자
- 1993년 MBC 《결정! 최고 인기가요》 - 출연자
- 1993년 MBC 《결정! 최고 인기가요》 - 출연자
- 1993년 MBC 《결정! 최고 인기가요》 - 출연자
- 1993년 MBC 《결정! 최고 인기가요》 - 출연자
- 1993년 MBC 《일밤》 - 게스트
- 1993년 MBC 《일밤》 - 게스트
- 1993년 MBC 《일밤》 - 게스트
- 1993년 MBC 《일밤》 - 게스트
- 1993년 MBC 《일밤》 - 게스트
- 1993년 MBC 《웃으면 복이와요》 - 게스트
- 1993년 MBC 《웃으면 복이와요》 - 게스트
- 1993년 MBC 《전격 팡팡쇼》 - 게스트
- 1993년 MBC 《일요 큰 잔치》 - 출연자
- 1993년 MBC 《일요 큰 잔치》 - 출연자
- 1993년 MBC 《일요 큰 잔치》 - 출연자
- 1993년 SBS 《대전 엑스포 축하쇼》 - 출연자
- 1993년 MBC 《코미디 동서남북》 - 게스트
- 1993년 MBC 《쇼 주부 환상특급》 - 게스트
- 1993년 SBS 《주병진쇼》 - 게스트
- 1993년 SBS 《열려라 웃음천국》 - 게스트
- 1993년 SBS 《빙글빙글 퀴즈》 - 게스트
- 1993년 SBS 《내가 진짜 스타》 - 게스트
- 1993년 SBS 《독점! 연예정보》 - 인터뷰
- 1993년 SBS 《독점! 연예정보》 - 인터뷰
- 1993년 MBC 《대결 코미디》 - 출연자
- 1993년 SBS 《대결! 2040》 - 게스트
- 1993년 MBC 《도전! 추리특급》 - 게스트
- 1994년 KBS 2TV 《폭소대작전》 - 게스트
- 1994년 MBC 《지금은 특집방송 중》 - 게스트
- 1994년 MBC 《토요일! 토요일은 즐거워》 - 출연자
- 1994년 MBC 《토요일! 토요일은 즐거워》 - 출연자
- 1994년 MBC 《토요일! 토요일은 즐거워》 - 출연자
- 1994년 MBC 《일밤》 - 게스트
- 1994년 MBC 《일밤》 - 게스트
- 1994년 MBC 《일요 큰 잔치》 - 출연자
- 1994년 MBC 《오늘은 좋은날》 - 게스트
- 1994년 MBC 《콤비콤비》 - 게스트
- 1994년 SBS 《웃으며 삽시다》 - 게스트
- 1994년 SBS 《기쁜 우리 토요일》 - 게스트
- 1994년 SBS 《좋은 친구들》 - 게스트
- 1994년 SBS 《열려라 웃음천국》 - 게스트
- 1995년 KBS 2TV 《슈퍼선데이》 - 게스트
- 1995년 KBS 2TV 《가족오락관》 - 게스트
- 1995년 KBS 2TV 《코미디 1번지》 - 게스트
- 1995년 MBC 《일요 큰 잔치》 - 출연자
- 1995년 MBC 《일요 큰 잔치》 - 출연자
- 1995년 MBC 《일요 큰 잔치》 - 출연자
- 1995년 MBC 《토요일! 토요일은 즐거워》 - 출연자
- 1995년 MBC 《토요일! 토요일은 즐거워》 - 출연자
- 1995년 MBC 《토요일! 토요일은 즐거워》 - 출연자
- 1995년 SBS 《한국가요제전》 - 출연자
- 1995년 SBS 《젊은 인생》 - 게스트
- 1995년 SBS 《기쁜 우리 토요일》 - 게스트
- 1996년 KBS 2TV 《슈퍼선데이》
- 1996년 KBS 2TV 《슈퍼선데이》
- 1996년 KBS 2TV 《슈퍼선데이》
- 1996년 KBS 2TV 《가족오락관》
- 1996년 KBS 2TV 《출발 토요대행진》
- 1996년 KBS 2TV 《코미디 1번지》
- 1996년 KBS 2TV 《퀴즈쇼 노래를 찾아라》 (설특집)
- 1996년 MBC 《주병진 나이트쇼》
- 1996년 MBC 《일요일 일요일 밤에》
- 1996년 MBC 《일요일 일요일 밤에》
- 1996년 MBC 《토요일! 토요일은 즐거워》
- 1996년 MBC 《토요일! 토요일은 즐거워》
- 1996년 MBC 《폭소 발명왕》 - 패널
- 1996년 SBS 《코미디 펀치펀치》 - 〈배워서 남주나〉 (설특집)
- 1996년 SBS 《코미디 전망대》
- 1996년 SBS 《기쁜 우리 토요일》
- 1997년 SBS 《코미디 전망대》
- 1997년 SBS 《코믹 타임머신》 (박덕순 여사 일대기)
- 1997년 SBS 《천일야화》
- 1997년 MBC 《퀴즈 영화탐험》
- 1997년 MBC 《일요일 일요일 밤에》
- 1997년 MBC 《쇼 코미디 환타지아》 (추석특집)
- 1997년 KBS 2TV 《가족오락관》
- 1997년 KBS 2TV 《가족오락관》
- 1998년 KBS 2TV 《슈퍼 TV 일요일은 즐거워》
- 1998년 KBS 2TV 《가족오락관》
- 1998년 MBC 《퀴즈 영화탐험》 - 패널
- 1999년 SBS 《모닝와이드》
- 1999년 KBS 2TV 《가족오락관》 - 여성팀 (1999.10.20)
- 2000년 KBS 2TV 《시사터치 코미디 파일》 - 패널
- 2000년 MBC 《가요콘서트》
- 2000년 MBC 《스타 칼럼》
- 2000년 KBS 2TV 《가족오락관》 - 여성팀 (2000.03.29)
- 2000년 KBS 2TV 《가족오락관》 - 여성팀 (2000.06.29)
- 2000년 KBS 2TV 《서세원쇼》
- 2000년 KBS 2TV 《팔도 사투리 폭소유람》 추석 특집
- 2000년 KBS 2TV 《서세원쇼》
- 2000년 KBS 2TV 《시사터치 코미디 파일》
- 2000년 SBS 《도전 1000곡》
- 2001년 KBS 1TV 《가족오락관》
- 2001년 SBS 《도전 1000곡》
- 2001년 KBS 2TV 《폭소가요제》 추석특집
- 2002년 도전 지구 탐험대 (인도 까딱깔리 춤), 도전 1000곡 2개, 이유있는 밤, 빅스타 총 출동, 좋은 친구들 2편, 온 국민이 하나로, 가족 오락관 등등
- 2003년 두뇌쇼! 진실 감정단, 좋은 친구들, 가족 오락관 3개, 쇼 파워 비디오, 도전 1000곡, 한선교,정은아의 좋은 아침, 해피 투게더, 쇼! 행운 열차, 도전 주부가요스타, 가족 오락관 970회, 가요 콘서트, 체험 삶의 현장, 행복충전 백세인 등
- 2004년 여유만만, 웃찾사, 가족오락관 990회 2개, 도전 1000곡, 가요콘서트 266, 쇼! 행운 열차, TV는 사랑을 싣고499화, 가요무대, 퓨전 마당 놀이2개, 잘 먹고 잘 사는 법, 여유만만
- 2005년 (설 특집) 913회 가요무대: 이수일과 심순애, 가족 오락관 1034회, 스타 골든 벨 20회, 체험 삶의 현장 579회
- 2006년 체험 삶의 현장 614회 648회 3개, 가요무대 971회, 정보 토크 팔방미인, 어버이날 특집 웰빙 건강테크, 생방송 세상의 아침, 203회 감성매거진 행복한 오후, 스펀지, 슈퍼 바이킹
- 2007년 가족 오락관 3개, 도전 1000곡, 폭소H클럽2 RTH추석특집 692회 체험 삶의 현장(30사단 위문공연) 705회 2개, 토요모닝 와이드 (스타다큐), 6시 내고향(고향 스캔들)
- 2008년 6시 내 고향 (고향스캔들 총 17회했음), 가요무대 1063회, 체험 삶의 현장 724회 741회,가족 오락관1197 2개회, 도전 천곡
- 2009년 체험 삶의 현장 770회, 잘먹고 잘 사는 법
- 2010년 TV는 사랑을 싣고, 체험 삶의 현장 823회, 세바퀴 61회, 6시 내고향 2개,
- 2011년 좋은 아침, 생방 오늘, 1233회 가요무대,
- 2012년 MBN 설특집 폭소 대 잔치, 토요모닝 와이드 스타다큐, 월화수목, 채널 A 웰컴 투 돈월드
- 2013년 여유만만 3개특 도전천곡
- 2014년 가요무대 1360회, 여유만만, 아침마당 가족은 부른다
- 2015년 1420회 가요무대, 채널A 닥터 지바고 31회, 기분 좋은 날,
- 2016년 기분 좋은 날, 저녁 오늘 (미니 스타다큐), 채널A 닥터 지바고 와 79회 나는 몸신이다
- 2017년 가요무대1531회
- 2018년 7월10일 아침마당 화요초대석(용궁가)/TV조선 내몸 사용 설명서
- 2020년
  - JTBC 슈가맨3 설특집 시즌 3 8회(세상은 요지경/돈아돈아돈돈/용궁가)
  - 2월4일 SBS좋은아침 닥터필생기
  - 2월21일 MBC기분좋은날
  - 3월 11일 SBS좋은아침
  - 5월11일 TV조선 스웟치
  - 7월28일 TV조선 알맹이
  - 10월9일 10월16일 KBS 굿모닝 대한민국
  - 12월22일MBC기분좋은날
  - 문체부 우행잡3 신신애의한번해보잡Job 10회 진행 MC

### 영화
- 1978년 문화영화 《오년만의 외출》 - 부유한 부동산 투기여인
- 1979년 저축계몽영화 《아빠의 회전목마》 - 주인공 인숙이 엄마, 문화영화 《철이의 선물》 - 영이엄마 역
- 1984년 문화영화 《즐거운 연휴》 - 한차장 부인 이부인 역
- 1990년 《유령 야구단》 - 주인공 한수엄마
- 1993년 《로맨스 황제》 - 아내 허말분 역
- 1997년 《산부인과》 - 수간호사 박신애
- 1999년 《내 마음의 풍금》 - 상주댁 역
- 2000년 《신혼여행》 - 권정금 역
- 2001년 《봄날은 간다》 - 고모 역
- 2001년 《조폭 마누라》 - 결혼상담소장 역
- 2007년 《행복》 - 요양원 원장 역(특별출연)
- 2009년 《내 사랑 내 곁에》 - 진희 모 역
- 2012년 《미운오리새끼》 - 수간호사 신신애 역(특별출연)
- 2012년 《스페이스 보험왕》 - 주인공 김여선
- 2016년 《덕혜옹주》 - 한글학교 교장 역(특별출연)
- 2017년 단편영화 《두개의 빛: 릴루미노》 - 경아 역
- 2019년 《극한직업》 - 3층 아줌마 역(특별출연)
- 2020년 《스텔라》 - 주인공 동식 어머니 역
- 2020년 《국도극장》 - 주인공 기태 어머니 역
- 2020년 《인생은아름다워》 - 동탄아줌마 역 특별출연
- 2021년 《차인표》 - 복순 역

### 공연

#### 연극
- 1979년 《맹진사댁의 경사》 - 이쁜이 역
- 1985년 《죽음의 계곡》 - 드보라 역
- 1987년 《이사람들》 - 근로자의 아내 역
- 1998년 《검사와 여선생》 - 여선생 역
- 2008년 《MBC마당놀이-학생부군신위》 - 고모 역

### 광고
- 1977년 럭키치솔,금성 전자통신
- 1980년 백영스타킹 다리모델,여원 보드랑 의상모델
- 1981년 보여 주세요,학생중앙<분장과 나>,여원 의상모델
- 1982년 컴퓨터 세탁기모델
- 1984년 백병원 진단센타 모델, 샘표간장CF
- 1985년 코주부 생선묵
- 1986년 월간 간호 표지모델
- 1987년 전기통신공사 CF
- 1990년 주간 스포츠 골프표지모델,미국 LA오랜지카운티 웨스턴 프라쟈내 아리랑 슈퍼CF
- 1993년 일성 케미칼 드라이크리닝 CF, 바이오 팔찌 모델
- 1999년 쑥 찜질기 모델
- 2000년 LG홈쇼핑 딤채
- 2001년 파마 크리스티 화장품 모델
- 2002년 현대약품 무스콜 CF
- 2012년 코지 온수보일러 모델
- 2017년 헤어 볼륨빵빵 모델

## 음반

### 정규
- 1993년 1집 《세상은 요지경, 트롯트메드리》
- 1995년 2집 《사람아, 돈아 돈아 돈돈, 개구리와 까치...》
- 2002년 3집 《공짜는 없어, 소설쓰냐?》
- 2003년 4집 《오락가락》
- 2017년 5집 신신애 특집 《용궁가》
- 2020년 6집 <웃으며 살자>
- 2021년 7집 <나이가 웬수다>

## 수상
- 1990년 MBC 연기자가 뽑은 연기자상 《똠방각하》
- 1993년 MBC "올스타 가요제전" "대상" (MBC강성구 사장):세상은 요지경
- 1996년 SBS코메디 공동대상:배워서 남주나
- 2004년 대한민국 최고대상 탈랜트 부문 최고대상 (한국 문화예술 신문사)
- 2004년 대한민국 문화제 대상 트롯트 "가요대상"
- 2004년 대한민국 신세대 문화예술 "최고상 연기상" TV연예부문
- 2004년 대한민국 문화예술 "최고상 연기상" TV연예부문 박희태국회 부의장
- 2005년5월9일 "제 33회 어버이날" "서울시장 효행자상"
- 2016년 10월 22일 세계 명품 브랜드 대상: 탈랜트 부문 "명품 연기 대상" 한국 언론사 협회
- 2017년2월28일 제23회 "대한민국 연예예술상", "가수모범상": 용궁가
- 2017년6월26일 제11회 가요작가의 날 (사)한국가요작가(작사,작곡)협회 주관 "가수공로상": 용궁가
- 2018년 2월 25일 제24회 대한민국 연예예술상 "예총회장 상": 용궁가
- 2018년 6월 19일 제12회 가요작가의 날 (사)한국강요작가(작사,작곡)협회 "특별가수상":용궁가
- 2018년 10월 13일 2018년 자랑스런한국인인물대상 가수겸 탈랜트 "대중가요발전공헌대상" 한국언론사협회
- 2018년 12월4일 2018년 대한민국인류를빛낸대상
- 2019년11월14일 2019년 제20회 대한민국문화예술대상 "10대가수대상"
- 2020년12월31일 "문화체육관광부장관 상"